# Эмили дю Шатле
Габриэль Эмили Ле Тоннелье де Бретеиль, маркиза Дю Шатле (фр. Gabrielle Émilie Le Tonnelier de Breteuil, marquise du Châtelet, 17 декабря 1706, Париж — 10 сентября 1749) — французский математик и физик. Была многолетней любовницей и музой Вольтера.

## Биография
Габриэль Эмили была дочерью Луи Николя Лё Тоннелье, барона де Бретейль (1648—1728), и его второй жены Габриэль-Анны де Фруле (1670—1740). Её отец при Версальском дворе готовил посланников иностранных государств к приёму у Людовика XIV и представлял их королю. Парижский дом барона был местом, где собирались известные деятели науки и искусства той эпохи, представители так называемого раннего Просвещения, в том числе Жан Батист Руссо или Фонтенель. Отец, обративший внимание на одарённость Эмили, дал ей превосходное классическое образование. Она, кроме прочего, изучала английский и итальянский языки, серьёзно занималась фехтованием, пением, танцами, театральным мастерством, играла на спинете. В 16 лет Эмили была принята при дворе. Она пользовалась успехом в свете и имела несколько небольших романов: с маркизом де Гебрианом, маршалом Ришельё.
12 июня 1725 года Эмили вышла замуж за тридцатилетнего маркиза Флорена Клода дю Шастле (1695—1765) (Вольтер позднее переделал Шателле в Шатле). Она уехала вместе с мужем в Семюр-ан-Оксуа, где маркиз занимал должность королевского губернатора. У супругов было трое детей: Франсуаза-Габриэль-Полина дю Шатле (1726—1754), которая в 1743 году вышла замуж за Альфонсо Карафа, герцога ди Монтенеро (1713—1760), Луи Мари Флоран дю Шатле (1727—1793) и Виктор-Эспри дю Шатле (1733—1734). В Семюр-ан-Оксуа она познакомилась с де Мезьером[прояснить], который разбудил её страсть к занятиям математикой. В 1730 году Эмили возвратилась в Париж.
В то время в аристократической среде браки редко заключались по любви, скорее это были договорные отношения между мужем и женой. Маркиза дю Шатле считала, что её обязательства перед мужем были полностью выполнены после рождения троих детей. Она пользовалась свободой, не переступая границ приличий, обозначенных для светской женщины. У Эмили было несколько кратких романов, в том числе с математиком и астрономом Пьером де Мопертюи и математиком Алексисом Клеро. Однако она сохраняла доверительные отношения с супругом, поддерживала переписку с ним и прислушивалась к его советам.
В 1733 году маркиза познакомилась с Вольтером и стала его любовницей. Когда в 1734 году он, чтобы избежать ареста, который грозил ему за создание «Орлеанской девственницы», должен был покинуть Париж, Эмили предложила ему в качестве убежища небольшой полуразрушенный замок мужа в Сире-сюр-Блаз в Шампани. После того, как стало ясно, что приказ об аресте не будет отменён в скором времени, Эмили последовала за Вольтером. На пятнадцать лет Сире стал для Эмили и Вольтера постоянным местом жительства, из всех своих поездок они неизменно возвращались в этот замок. Супруги Шатле были не очень богаты, Вольтер же располагал значительными средствами. Вскоре после переезда в Сире маркиза частично перестроила замок по желанию Вольтера и на его деньги. В Сире появилось новое крыло, в котором разместились естественнонаучная лаборатория и библиотека. Эмили и Вольтер исследовали оптические явления и феномен вакуума, в небольшом театре, оборудованным под крышей замка, ставились пьесы Вольтера. Сире стал местом встречи литераторов, естествоиспытателей, математиков. Здесь в 1736—1737 годах Вольтер написал «Элементы философии Ньютона».
В 1745 году Эмили начала перевод «Математических начал натуральной философии» Ньютона, работа над ним продолжилась до самой её смерти. Её главная заслуга состоит не столько в переводе труда с латыни на французский, сколько в интеграции математической аргументации Ньютона в созданную Лейбницем и признанную на континенте методику исчисления бесконечно малых величин. Кроме того, дю Шатле снабдила текст Ньютона своими комментариями. Она настаивала, что термин «количество движения» (которым Ньютон называл произведение массы на скорость) лучше подходит для произведения массы на квадрат скорости (которое, вслед за Лейбницем, в то время называли «живой силой»). Она не смогла заставить ученое сообщество того времени согласиться с этим утверждением. Лишь спустя много лет старые термины были признаны неудачными и были заменены на «импульс» и «кинетическая энергия».
В 1737 году издала манускрипт «Сочинение об огне», в котором высказывала идеи, схожие с современными представлениями об инфракрасном излучении.
В 1738 году дю Шатле и Вольтер независимо друг от друга приняли участие в конкурсе, объявленном Французской Академией, на лучшую работу о природе огня. Так как работы подавались анонимно, в конкурсе могла принять участие и женщина. Премию получил швейцарский математик Леонард Эйлер, но «Сочинение об огне» дю Шатле было опубликовано в 1744 году за счёт Академии. В 1746 году дю Шатле стала членом Болонской Академии наук (в Парижскую Академию женщины не принимались).
С 1744 по 1748 годы дю Шатле часто бывала в Версале вместе с Вольтером, который снова был принят при дворе. В 1748—1749 годах она жила с ним в замке Люневиль, резиденции Станислава Лещинского, тестя Людовика XV, польского экс-короля. Она стала любовницей придворного, офицера и поэта де Сен-Ламбера. Забеременев, дю Шатле убедила мужа в том, что это его ребёнок. До конца жизни великий поэт винил в смерти своей возлюбленной себя. Она не переставала работать, завершая в сотрудничестве с Клеро перевод работы Ньютона. В начале сентября 1749 года она родила дочь, по словам Вольтера: «девочка родилась, когда её мать работала за письменным столом». 10 сентября 1749 года Эмили дю Шатле умерла от послеродовой горячки, новорожденная дочь также прожила недолго. После её смерти Вольтер писал д’Аржанталю: «Я не только потерял свою возлюбленную, я потерял половину себя самого, душу, созданную для меня, подругу, которую я знал с её колыбели».
Перевод «Математических начал натуральной философии» был издан Клеро в 1759 году с предисловием Вольтера. Это до настоящего времени единственный перевод работы Ньютона на французский язык. Переписка дю Шатле с Вольтером, насчитывающая около ста писем, большей частью утрачена. В Санкт-Петербурге, в бумагах Вольтера хранятся примерно триста страниц текста, написанных дю Шатле (не опубликованы). 

## Упоминания в современном искусстве
- Эмили упоминается в романе В. Аксёнова «Вольтерьянцы и вольтерьянки».
- В 2007 году об Эмили режиссёр Арно Селиньяк (фр.) снял телевизионный фильм «Божественная Эмили» (фр.) с Леа Дрюкер[2] в главной роли.
- Композитор Кайя Саариахо написала в 2008 оперу «Эмили», в основу которой легла история жизни Эмили дю Шатле. Премьерные спектакли прошли в Лионе 1 марта 2010 года и в Амстердаме 18 марта 2010 года[3][4]. Заглавную парию спела Карита Маттила.